# Juan de Lara e Irigoyen
Juan de Lara e Irigoyen (castellà: Juan de Lara)  (Vigo, 16 de maig de 1809 - Madrid, 4 d'octubre de 1869) va ser un militar i polític gallec, ministre durant el regnat d'Isabel II.

## Biografia
Fill del tinent coronel Agustín de Lara, natural de Cartagena, i de Josefa de Irigoyen y de la Quintana, que ho era de Buenos Aires, germana de Matías de Irigoyen. Era primer dels Generals Marquès del Duero i Marquès de l'Havana.
Va ingressar en la Guàrdia Reial en 1825 com a alferes i va aconseguir el grau de tinent general d'Infanteria en 1852. En 1841 va ser nomenat Capità General de les Províncies Basques i el 1843 fou ascendit a Mariscal de Camp.
En 1844 va ser nomenat Governador Militar de Cadis i en 1850 Comandant General del Campo de Gibraltar. Fou diputat per Cadis en 1844 i per Canàries en 1846. Del 13 de gener de 1852 al 16 d'abril de 1852 fou President de la Diputació Provincial de Saragossa. En 1852 va ser nomenat Capità General de Navarra.
Va ser  Ministre de la Guerra entre el 13 de juny de 1852 i el 27 de novembre de 1852 i després entre el 14 de desembre de 1852 i el 14 d'abril de 1853.
En 1853 va ser nomenat Capità General de Castella la Nova, en 1863 de València, en 1866 de les Illes Filipines i novament de València fins a 1867. En 1853 fou nomenat senador vitalici.